# Dioxyomus major
Dioxyomus major är en insektsart som beskrevs av Ronald Gordon Fennah 1945. Dioxyomus major ingår i släktet Dioxyomus och familjen Tropiduchidae. Inga underarter finns listade i Catalogue of Life.